# Жалоба
Жа́лоба — письменное требование (документ), обращенное к уполномоченному государственному органу об устранении нарушений прав и законных интересов.

## Описание
По делам искового (гражданского) производства подаются исковые заявления, а по делам, вытекающим из административно-правовых отношений, — жалобы и заявления. Перечисленные юридические документы должны иметь по возможности краткое содержание и лаконично выраженную просьбу заявителя.
Согласно Федеральному закону № 59-ФЗ «О порядке рассмотрения обращений граждан Российской Федерации», от 2 мая 2006 года, Жалоба — просьба гражданина о восстановлении или защите его нарушенных прав, свобод или законных интересов либо прав, свобод или законных интересов других лиц.
Право на обращение гарантировано статьёй 33 Конституции Российской Федерации.
На практике первичное обращение в органы власти происходит в виде заявления, то есть, просьбы гражданина о содействии в реализации его конституционных прав и свобод или конституционных прав и свобод других лиц, либо сообщения о нарушении законов и иных нормативных правовых актов, недостатках в работе государственных органов, органов местного самоуправления и должностных лиц, либо критики деятельности указанных органов и должностных лиц, а если в результате заявление не рассмотрено, органом власти не предоставлен мотивированный отказ в рассмотрении заявления, либо действия органа власти не удовлетворяют обратившегося, то гражданин подает жалобу на, соответственно, бездействие либо на действия органов власти в вышестоящий орган власти либо в прокуратуру. Прокурор выносит постановление по результатам рассмотрения жалобы о полном или частичном удовлетворении жалобы или об отказе в её удовлетворении
Для института обращений граждан характерна критика недостатков, которая в свою очередь помогает вскрыть несовершенства в работе органов, учреждений, предприятий и организаций. Проведенные исследования позволили выявить мнение граждан по поводу нарушений органами и должностными лицами местного самоуправления порядка приема, рассмотрения и разрешения обращений, поступающих от физических и юридических лиц. Относительное большинство респондентов (36 %) считают, что порядок рассмотрения обращений граждан нарушается, но это не носит систематического характера. 24 % респондентов полагают, что порядок рассмотрения и разрешения обращений нарушается систематически. Вместе с тем 40 % респондентов не задумывались над тем, имеют ли место нарушения органами и должностными лицами местного самоуправления порядка рассмотрения и разрешения обращений.